# Championnat du Danemark de football 1937-1938
Navigation
Saison précédente Saison suivante
La saison 1937-1938 du Championnat du Danemark de football était la 25e édition du championnat de première division au Danemark. Les 10 meilleurs clubs du pays sont regroupés au sein d'un poule unique où chaque formation rencontre tous ses adversaires 2 fois, à domicile et à l'extérieur. Le club classé dernier est relégué en D2 et remplacé par le champion de la division inférieure.
C'est le Boldklubben 1903 Copenhague qui remporte la compétition en terminant en tête de la poule. C'est le 4e titre de champion du Danemark de l'histoire du club.

## Les 10 clubs participants
| - KB Copenhague - B 93 Copenhague - BK Frem Copenhague - Boldklubben 1903 - Akademisk Boldklub | - AaB Aalborg - AGF Aarhus - Esbjerg fB - Hobro IK - Vejen SF - Promu de D2 |

## Compétition

### Classement
Le barème utilisé pour établir le classement est le suivant :
- Victoire : 2 points
- Match nul : 1 point
- Défaite : 0 point

| Rang | Équipe                 | Pts | J  | G  | N | P  | Bp | Bc | Diff |
| ---- | ---------------------- | --- | -- | -- | - | -- | -- | -- | ---- |
| 1    | Boldklubben 1903       | 27  | 18 | 12 | 3 | 3  | 52 | 21 | +31  |
| 2    | BK Frem Copenhague     | 27  | 18 | 12 | 3 | 3  | 50 | 21 | +29  |
| 3    | KB Copenhague          | 22  | 18 | 9  | 4 | 5  | 35 | 29 | +6   |
| 4    | B 93 Copenhague        | 18  | 19 | 8  | 3 | 7  | 37 | 30 | +7   |
| 5    | Akademisk Boldklub (T) | 17  | 18 | 7  | 3 | 8  | 43 | 39 | +4   |
| 6    | Vejen SF (P)           | 16  | 18 | 7  | 2 | 9  | 36 | 56 | -20  |
| 7    | AaB Aalborg            | 15  | 18 | 5  | 5 | 8  | 44 | 41 | +3   |
| 8    | AGF Aarhus             | 15  | 18 | 6  | 3 | 9  | 21 | 34 | -13  |
| 9    | Hobro IK               | 12  | 18 | 3  | 6 | 9  | 27 | 38 | -11  |
| 10   | Esbjerg fB             | 10  | 18 | 4  | 2 | 12 | 18 | 54 | -36  |

|  | Champion du Danemark 1937-1938                         |
|  | Relégation en deuxième division                        |
|  | (T) : Tenant du titre (P) : Promu de deuxième division |

## Bilan de la saison
| Tableau d'Honneur                   |                  |
| Compétition                         | Vainqueur        |
| Championnat du Danemark de football | Boldklubben 1903 |

| Promotion et relégation      |               |
| Relégué en deuxième division | Esbjerg fB    |
| Promu en Meistersbaksserien  | Fremad Amager |